# استاونیس
استاونیس (به هلندی: Stavenisse)، یک منطقهٔ مسکونی در هلند است که در تولن (هلند) واقع شده‌است. استاونیس ۱۰٫۹۷ کیلومتر مربع مساحت و ۱٬۷۹۸ نفر جمعیت دارد.